# 연안이씨 별좌공 종택
연안이씨 별좌공 종택(延安李氏 別坐公 宗宅)은 대한민국 경상북도 예천군 호명면 송곡리에 있는 조선시대의 건축물이다. 1987년 5월 13일 경상북도의 민속문화재 제71호로 지정되었다.

## 개요
호명면 사고막골의 야산을 배경으로 정남향으로 자리잡고 있는 건물이다. 비탈진 대지 위에 정침이 있고, 동쪽 담장 밖에 흙담장을 쌓고 사당을 별도로 세웠다.
이곳은 소유자의 17대조인 이덕창(1569∼1616) 선생의 집으로 조선 선조 때 지은 것이다. 선생은 임진왜란 때 의병을 일으켜 내자시정이 된 학자이다. 조상의 옛 터에 집을 세우고 안채 대청에 ‘사고구려’라는 현판을 걸었다.
본채와 사당, 대문채 3동이 남향하여 놓여 있다. ㅁ자형의 안채와 서쪽에 위치한 사랑채가 본채를 이루는데, 안채에는 원래 6칸 대청이 있었으나 후에 4칸으로 줄이면서 방으로 바꾸었다.
약간 변하긴 했으나 이 지역 사대부의 주거 모습을 볼 수 있는 건물이며, 조선 중기 건축의 특징을 잘 보여주는 건축물로 건축사 연구에 좋은 자료가 된다.

## 참고 자료
- 연안이씨별좌공종택 - 국가유산청 국가유산포털